# Ивановское сельское поселение (Октябрьский район)
Ивановское сельское поселение — сельское поселение в Октябрьском районе Волгоградской области. 
Административный центр и единственный населённый пункт в составе сельского поселения — село Ивановка.

## История
Ивановский сельский совет образован в 1997 году путём выделения из Громославского сельского совета.Ивановское поселение расположено в междуречье Волги дона. Эти места были известны древним грекам задолго до Рождества Христова. Они писали, что в наших степях жили полудикие люди Скифы и Сарматы. Они жили войною и охотою. С ними вели торги Греки. И то место, где сейчас Ивановка, было диким полем. Роскошный убор диких трав покрывал целину, не знающую плуга. Вдоль реки Мышкова росли дремучие леса. И только в 18 веке офицеру царской охраны, выходцу из дворян, Курнакову Семёну за хорошую службу были подарены земли у реки Мышкова, и крестьяне из Таврии и Украины: Шабельские, Дубровченко, Бородаенко- бедные из казаков. Офицер семён приехал с братьями и другими родственниками, которые облюбовали себе участки и поселились отдельно. Усадьбу брата Ивана назвали Ивановкой.
При царской власти в Ивановке была школа на три класса при церкви, где обучались дети зажиточных крестьян. В 1916 году на село выписывалась одна газета, подписчиком был лавочник Саранов Иван Демьянович.
Не обошли стороной Ивановку и те события, которые коснулись всей страны. Это и революция 1917 года и гражданская война. После окончания которой, в селе была установлена советская власть. А с января 1919 года в селе был образован сельский совет. Но продолжали жить и работать единолично. Государство как могло помогало крестьянам. Беднякам середнякам выдавались семена. Но мучили засухи. Год уродится, года два засухи. В 1924 году совсем бросили посевы. В 1929 году тоже засуха. Чтобы спасти скот его гоняли в Ростовскую область. С Кубани завезли семена и в том же году, в ноябре 1929 года началась массовая коллективизация. И путём слияния мелких хозяйств был организован колхоз «Коминтерн».
Не всё конечно было гладко: было несправедливое раскулачивание и вредительство со стороны обиженных. К зажиточным крестьянам относился Бородаенко Матвей, Алексенко Прохор, Кочубеевы, Бородаенко Илья (кулак), но к работникам относился хорошо и при раскулачивании все подписались о его невыселении но имущество было конфисковано. Яковлев Василий Яковлевич (был богат)- раскулачили.
Первым председателем колхоза был избран Пётр Леонтьевич Чеботарёв. Был он из бедняков, имел троих детей, жена ходила на заработки к зажиточным крестьянам. Весной 1930 года была первая коллективная весна. Бурно спорили на сходках о нормах выработки, решили: твёрдой земли вспахивать плугом 0,6 га в день; мягкой 0,75. Договорились о нормах выработки и на другие работы. Все работы велись в основном на живой тягловой силе- волах, лошадях, верблюдах.
В 1932 году в колхозе появился первый трактор «Универсал-1». Первым трактористом был Дубровченко Пётр.
Кроме тяжёлой работы, были и весёлые дружные праздники. Праздновали без спиртных напитков. Наваривали свеклу, мясо, пекли пироги.
Но тут новое лихо: «Великая Отечественная война». Эта война унесла жизни 88 земляков. Это почти каждый третий. В каждую семью пришли похоронки, принесшие безумное горе. Кровавые следы оставила оккупация. Наше село было под гнётом румын четыре долгих месяца. Они издевались над мирным населением. Было совершено несколько коллективных изнасилований девушек. Готовились списки семей комсомольцев и партийцев, но применить их им помешало наступление советских войск под Сталинградом. Выжившие работали с тройным усилием. Уборку проводили в основном «просяными машинами», а это значит конными жатками, серпами и косами. По норме на косаря приходилось по 0,5 га. Женщины махали косами до изнеможения, но иногда скашивали по гектару. Всё возможное делали для победы. В селе разместился госпиталь и молодёжь помогала ухаживать за ранеными, а вечерами вязала варежки и носки и отправляла на фронт. Но закончилось и это лихо. Возвратились с войны фронтовики, сразу же включились в восстановление разрушенного хозяйства.
Наравне с остальными трудились и дети подростки военного времени. Это их руками было отстроено село, построено ДК, больница, школа, фермы, МТМ. Не мало у нас людей удостоенных наград за доблестный труд. Двое, а это Насонов В.Т. и Новаков Н.И. кавалеры «Ордена Ленина». Многие награждены орденами «Трудовой славы», «Дружбы народов» и многими другими орденами и медалями. Но пришли новые времена и новое поколение ивановцев перестраивает жизнь на новой экономической основе. И на базе колхоза «Ивановский» в 1997 году было организовано 27 крестьянско- фермерских хозяйств. Основное направление их работ- земледелие.
До 1997 года Ивановка входила в состав Громославской сельской администрации. А с 1997 года село Ивановка, центр Ивановской сельской администрации , расположено в 41 километре севернее райцентра «Октябрьский». Площадь 13489,2 га, население 530 жителей, школа, медпункт, 3 магазина, ДК, библиотека, крестьянско- фермерские хозяйства занимаются производством зерновых культур.
Ивановское сельское поселение расположено на берегу реки Мышкова- места, прославившиеся в годы Великой Отечественной войны при обороне Сталинграда. А ещё река Мышкова- место гнездования водоплавающих птиц, что привлекательно для охотников в сезон открытия охоты. Ивановское поселение привлекательно для инвесторов, потому что неглубоко находится «Море» пресной воды.
История создания Ивановского сельского поселения уходит в послереволюционные годы. В 1919 году стали образовываться Волостные советы. С 1919 по 1946 годы председателями Ивановского совета были Потапова, Фролов Ананий Устинович, Сологубов Владимир Яковлевич, Кривоножкин Василий Николаевич.
В 1965 году в связи с реорганизацией колхоза «Коминтерн» и колхоза «Дружба» села Громославка был создан один сельский совет Громославский.
Громославским сельским советом на то время руководил Харитонов Борис Тимофеевич.
С 1 сентября 1997 года образовалась Ивановская сельская администрация, на должность главы администрации назначена Деева Лидия Ивановна, а в 2005 году она избрана главой сельского поселения.
Структуру органов местного самоуправления Ивановского сельского поселения Октябрьского муниципального района составляют:
- Ивановский сельский Совет, представительный орган Ивановского сельского поселения состоит из 7 депутатов;
- глава Ивановского сельского поселения;
- администрация Ивановского сельского поселения.
В связи с ликвидацией колхоза «Ивановский» в 1994 году образовались крестьянско- фермерские хозяйства, которые занимаются выращиванием зерновых культур. Земля поделена на земельные доли, которая оформлена в собственность и передана в аренду главам КФХ. На территории села Ивановка расположены: МОУ Ивановская средняя школа на 350 мест, детский сад «Алёнушка», библиотека, Дом Культуры, отделение связи, три коммерческих магазина, фельдшерско- акушерский пункт, узел связи.

## Население
| 2010 | 2012 | 2013 | 2014 | 2015 | 2016 | 2017 |
| ---- | ---- | ---- | ---- | ---- | ---- | ---- |
| 511  | ↘504 | ↘502 | ↗503 | ↗508 | ↘501 | ↘493 |
| 2018 | 2019 | 2020 | 2021 |      |      |      |
| ↘486 | ↗487 | ↘482 | ↘474 |      |      |      |

## Состав сельского поселения
| № | Населённый пункт | Тип населённого пункта       | Население |
| - | ---------------- | ---------------------------- | --------- |
| 1 | Ивановка         | село, административный центр | ↘474      |